# El Cerro-Monterey Park
El Cerro-Monterey Park és una concentració de població designada pel cens dels Estats Units a l'estat de Nou Mèxic. Segons el cens del 2000 tenia 5.483 habitants.

## Demografia
Segons el cens del 2000, El Cerro-Monterey Park tenia 5.483 habitants, 1.479 habitatges, i 1.240 famílies. La densitat de població era de 226,9 habitants per km².
Dels 1.479 habitatges en un 59% hi vivien nens de menys de 18 anys, en un 60,8% hi vivien parelles casades, en un 13,5% dones solteres, i en un 16,1% no eren unitats familiars. En l'11,7% dels habitatges hi vivien persones soles l'1,7% de les quals corresponia a persones de 65 anys o més que vivien soles. El nombre mitjà de persones vivint en cada habitatge era de 3,71 i el nombre mitjà de persones que vivien en cada família era de 3,97.
Per edats la població es repartia de la següent manera: un 41,4% tenia menys de 18 anys, un 9,7% entre 18 i 24, un 32,3% entre 25 i 44, un 13,4% de 45 a 60 i un 3,2% 65 anys o més.
L'edat mediana era de 24 anys. Per cada 100 dones de 18 o més anys hi havia 106 homes.
La renda mediana per habitatge era de 25.761 $ i la renda mediana per família de 25.593 $. Els homes tenien una renda mediana de 21.775 $ mentre que les dones 17.298 $. La renda per capita de la població era de 8.734 $. Aproximadament el 27,5% de les famílies i el 34,6% de la població estaven per davall del llindar de pobresa.

## Poblacions més properes
El següent diagrama mostra les poblacions més properes.